# Dobrinka Smilianowa
Dobrinka Smilianowa (bulgarisch Добринка Смилянова; * 30. März 1978, englische Transkription Dobrinka Smilianova) ist eine bulgarische Badmintonspielerin. 

## Karriere
Dobrinka Smilianowa gewann in Bulgarien acht Juniorentitel, bevor sie 1997 erstmals bei den Erwachsenen erfolgreich war, was jedoch ihr einziger Titel dort bleiben sollte. Außerhalb ihrer Heimat war sie bei den Cyprus International und den Balkanmeisterschaften erfolgreich.

## Sportliche Erfolge
| Saison | Veranstaltung                                 | Disziplin   | Platz | Name                                      |
| ------ | --------------------------------------------- | ----------- | ----- | ----------------------------------------- |
| 1995   | Bulgarien: Einzelmeisterschaften der Junioren | Dameneinzel | 1     | Dobrinka Smilianova                       |
| 1995   | Bulgarien: Einzelmeisterschaften der Junioren | Damendoppel | 1     | Anelia Hristova / Dobrinka Smilianova     |
| 1996   | Bulgarien: Einzelmeisterschaften der Junioren | Mixed       | 1     | Ivan Sotirov / Dobrinka Smilianova        |
| 1996   | Bulgarien: Einzelmeisterschaften der Junioren | Dameneinzel | 1     | Dobrinka Smilianova                       |
| 1996   | Bulgarien: Einzelmeisterschaften der Junioren | Damendoppel | 1     | Dobrinka Smilianova / Borislava Petkova   |
| 1997   | Bulgarien: Einzelmeisterschaften der Junioren | Mixed       | 1     | Ivan Sotirov / Dobrinka Smilianova        |
| 1997   | Bulgarien: Einzelmeisterschaften der Junioren | Dameneinzel | 1     | Dobrinka Smilianova                       |
| 1997   | Bulgarien: Einzelmeisterschaften der Junioren | Damendoppel | 1     | Margarita Mladenova / Dobrinka Smilianova |
| 1997   | Bulgarien: Einzelmeisterschaften              | Damendoppel | 1     | Victoria Hristova / Dobrinka Smilianova   |
| 1999   | Balkan Championships                          | Damendoppel | 1     | Neli Nedyalkova / Dobrinka Smilianova     |
| 2000   | Cyprus International                          | Damendoppel | 1     | Diana Dimova / Dobrinka Smilianova        |
| 2000   | Weltmeisterschaften der Studenten             | Dameneinzel | 3     | Dobrinka Smilianova                       |

## Referenzen
- Dobrinka Smilianowa beim Badminton-Weltverband

| Personendaten    | Personendaten                             |
| ---------------- | ----------------------------------------- |
| NAME             | Smilianowa, Dobrinka                      |
| ALTERNATIVNAMEN  | Smilianova, Dobrinka; Смилянова, Добринка |
| KURZBESCHREIBUNG | bulgarische Badmintonspielerin            |
| GEBURTSDATUM     | 30. März 1978                             |